# Joe Corona
Joe Benny Corona Crespín (* 9. Juli 1990 in Los Angeles, Kalifornien) ist ein US-amerikanisch-salvadorianischer Fußballspieler. Der Mittelfeldspieler steht seit Dezember 2020 im Kader von Houston Dynamo in der Major League Soccer. Derzeit ist er aber an den schwedischen Verein GIF Sundsvall verliehen.

## Spielerkarriere

### Jugend und College
Corona wurde in Los Angeles geboren, verbrachte aber einen Teil seiner Kindheit in Tijuana in Mexiko. Später siedelte er nach San Diego, Kalifornien um, wo er die Sweetwater High School in National City besuchte. Hier spielte er Jugendfußball an der Nomads Academy. Nach seinem Abschluss erhielt er ein Stipendium für die San Diego State University und spielte dort College Soccer für die San Diego State Aztecs. Hier erzielte er 2008 drei Tore in 15 Spielen.
2009 wechselte Corona nach Mexiko in den Jugendbereich von Club Tijuana.

### Club Tijuana
Joe Corona gab sein Debüt im September 2010 für die erste Mannschaft in der Clausura 2010 und erzielte dabei sein erstes Tor. Insgesamt stand er in dieser Saison dreimal auf den Platz. In der darauffolgenden Spielzeit wurde er schon in 39 Spielen eingesetzt und gehörte seitdem zum festen Bestandteil der Mannschaft.

### Nationalmannschaft
Coronas Eltern stammen aus Mexiko und El Salvador. Aus diesem Grund hatte er die Möglichkeit, für diese beiden Länder und die USA zu spielen. Er entschied sich für die US-Nationalmannschaft. Sein erstes Länderspiel absolvierte er am 26. Mai 2012 in einem Freundschaftsspiel gegen Schottland. Mit der Nationalmannschaft nahm er an dem CONCACAF Gold Cup 2013 und erzielte dort zwei Tore.
Vorher war er bereits 2011 für ein Spiel der mexikanischen U22-Auswahl aktiv. Die Mannschaft spielte damals gegen Chile als Vorbereitung auf die panamerikanischen Spiele 2011. Kurze Zeit später schloss sich Corono aber der U-23 Auswahl der USA an, für die er viermal auf dem Feld stand. Dieses war möglich, weil das Spiel für Mexiko kein offizielles FIFA-Spiel war.